# Cúa
Cúa – miasto w Wenezueli w stanie Miranda; 186 tys. mieszkańców (2006).

## Turystyka
Mieszkańcy oraz turyści mogą korzystać z różnorodnych atrakcji, takich jak: historyczne miejsca, turystyka piesza i rowerowa, obserwacja ptaków w okolicznych górach i lasach.